# Maximiliaan Tjaden
Maximiliaan Tjaden (13 giugno 1971) è un allenatore di calcio a 5 ed ex giocatore di calcio a 5 olandese.

## Carriera
Come massimo riconoscimento in carriera vanta la partecipazione, con la Nazionale maschile di calcio a 5 dei Paesi Bassi, al FIFA Futsal World Championship 2000 in Guatemala dove gli oranje sono giunti al secondo turno, nel girone comprendente Spagna, Portogallo e Croazia. Dopo il ritiro, Tjaden è stato commissario tecnico della nazionale olandese dal 2016 al 2022.